# World Design Organization
Die World Design Organization (WDO) ist eine internationale non-profit-Nichtregierungsorganisation, mit Sitz in Montreal, Kanada, welche die Interessen von Designern und Designorganisationen weltweit vertritt. Sie setzt sich für Design als strategischen Problemlösungsprozess ein, der Innovationen vorantreiben, den Unternehmenserfolg fördern und zu einer nachhaltigen Verbesserung der sozialen, kulturellen, ökonomischen und ökologischen Lebensqualität beitragen soll. Die WDO hat seit 1974 einen Special Consultative Status beim Wirtschafts- und Sozialrat der Vereinten Nationen und unterstützt deren Ziele für nachhaltige Entwicklung. Die WDO finanziert sich über Mitgliedsbeiträge, Sponsoring, Veranstaltungen und Fördergelder.

## Geschichte
Auf dem internationalen Kongress des Institut d’Esthetique Industrielle im Jahr 1953 schlug der Designtheoretiker Jacques Viénot vor, einen Interessenverband für die Belange der „Industriellen Ästhetik“ zu gründen, der auch die Interessen der Industriedesigner international vertreten sollte.
Diese Organisation wurde am 29. Juni 1957 in London von 12 professionellen Designorganisationen als International Council of Societies of Industrial Design (ICSID) gegründet. Als erster Präsident der ICSID wurde der deutsch-amerikanische Designer und Unternehmer Peter Müller-Munk gewählt. Von September 2005 bis Oktober 2007 war Peter Zec Präsident der ICSID. Während seiner Amtszeit initiierte er das Programm World Design Capital, das Städte für herausragende Leistungen im Bereich Design auszeichnet.
Die ICSID hatte ihren Sitz bis 1974 in Paris, von 1974 bis 1985 residierte sie in Brüssel, von 1985 bis 2005 in Helsinki und ab 2005 in Montreal.
2015 wurde die ICSID im Rahmen der 29. General Assembly in Gwangju, Südkorea, in World Design Organization umbenannt. Das ICSID hatte zuvor eine Umfrage mit dem Namen „Renew ID“ gestartet, um alle Mitglieder aufzufordern, zur Neudefinition von Industrial Design beizutragen:

„Industrial Design ist ein strategischer Problemlösungsprozess, der Innovationen vorantreibt, den geschäftlichen Erfolg fördert und zu einer besseren Lebensqualität durch innovative Produkte, Systeme, Dienstleistungen und Erfahrungen führt. Industrial Design überbrückt die Kluft zwischen dem, was ist, und dem, was möglich ist. Es ist ein transdisziplinärer Beruf, der die Kreativität nutzt, um Probleme zu lösen und Lösungen mit dem Ziel zu schaffen, ein Produkt, ein System, eine Dienstleistung, ein Erlebnis oder ein Unternehmen zu verbessern. Im Kern bietet das Industrial Design eine optimistischere Sichtweise auf die Zukunft, indem es Probleme als Chancen begreift. Es verbindet Innovation, Technologie, Forschung, Wirtschaft und Kunden, um neue Werte und Wettbewerbsvorteile in wirtschaftlichen, sozialen und ökologischen Bereichen zu schaffen.“

## Mitgliederstruktur und strategische Positionierung
Der WDO gehören im Jahr 2025 über 200 Organisationen in 38 Ländern als Mitglieder an. Die Mitglieder sind überwiegend nationale und internationale Designverbände, Designhochschulen, Designförderinstitutionen und Unternehmen. Seit 1959 treffen sich die WDO-Mitglieder alle zwei Jahre zur Generalversammlung (World Design Assembly), auf der sie die operative Ausrichtung der Organisation bestimmen, ihre Führung wählen und sich mit aktuellen, branchenbezogenen Schlüsselthemen befassen. Eine Gastgeberstadt wird jeweils durch ein Bewerbungsverfahren ausgewählt.
Die WDO konzentriert sich mit ihren Aktivitäten und Programmen auf die Förderung von Design-Innovationen, Design-Bildung und die globale Vernetzung der Design-Community.  Die Rhetorik der WDO kombiniert Gemeinwohlorientierung ("Design for Humanity") mit Innovationsrhetorik ("Design as Driver of Innovation"). Die WDO positioniert Design als policy-relevante Disziplin im Kontext internationaler Entwicklungsziele.
Die Mitglieder der WDO proklamieren ein gemeinsames Interesse an der Positionierung von Design als Katalysator für Veränderungen und wollen eine führende Rolle bei der Bewältigung lokaler Probleme mit globaler Relevanz übernehmen. Seit Oktober 2017 verpflichten sich die WDO-Mitglieder (Vertreter von Unternehmen der Privatwirtschaft, Bildungseinrichtungen, Werbe- und Berufsverbänden) ihre Aktivitäten auf die Erreichung der Ziele für nachhaltige Entwicklung der Vereinten Nationen (SDGs: Sustainable Development Goals) auszurichten. Von den 17 SDGs wurden von der WDO folgende sieben Ziele als besonders relevant für die Arbeit der Design-Community eingestuft:
- SDG 3: Gesundheit und Wohlergehen[14]
- SDG 6: Sauberes Wasser und Sanitäreinrichtungen[15]
- SDG 7: Bezahlbare und saubere Energie[16]
- SDG 9: Industrie, Innovation und Infrastruktur[17]
- SDG 11: Nachhaltige Städte und Gemeinden[18]
- SDG 12: Nachhaltiger Konsum und nachhaltige Produktion[19]
- SDG 17: Partnerschaften zur Erreichung der Ziele[20]

Die UN-Nachhaltigkeitsziele werden als gemeinsamer Handlungsrahmen gesehen, der das Potential hat, sowohl positive soziale und ökologische Auswirkungen als auch finanziellen Erfolg und Mehrwert zu bieten.
Die WDO betreibt als hybrider Akteur zwischen Nichtregierungsorganisation, Netzwerkorganisation und wirtschaftsnaher Interessenverband auch Öffentlichkeitsarbeit im Interesse von Design und der Designwirtschaft. 

## WDO-Programme
Die Programmgestaltung steht im Zentrum des WDO-Auftrags. Mit der Unterstützung und Zusammenarbeit von Mitgliedern und Partnern fördert die WDO Innovationen, die zur Umsetzung der World Design Agenda beitragen sollen.

### World Design Capital
Der Titel World Design Capital (WDC) (Weltdesignhauptstadt) wird seit 2008 alle zwei Jahre von der WDO verliehen und zeichnet Städte aus, welche Design einsetzen, um die wirtschaftliche, soziale, kulturelle und ökologische Entwicklung auf der Grundlage der World Design Agenda voranzutreiben. Die Bewerber um den Titel sollen im Rahmen eines einjährigen auf Design fokussierten Veranstaltungsprogramms in ihrer Stadt(region) zeigen, wie Design und die Designwirtschaft zur Verbesserung der Lebensqualität beitragen.

### World Design Talks
Die 2016 ins Leben gerufenen World Design Talks der WDO sind eine Reihe eintägiger Workshops, die an verschiedenen Orten auf der ganzen Welt veranstaltet werden, um lokale Herausforderungen von globaler Relevanz – wie die Urbanisierung, den Klimawandel und die Migration – anzusprechen und zu erkunden, wie Design und eine kollaborative Denkweise dazu beitragen können, Lösungen zu finden.

### World Industrial Design Day
Der Welttag des Industriedesigns (World Industrial Design Day, WIDD), der jährlich am 29. Juni begangen wird, wurde 2008 ins Leben gerufen und hebt die Verdienste des Berufs des Industriedesigners und seinen Einfluss auf die Lebensqualität hervor. Als offenes Programm bindet der WIDD die globale Designgemeinschaft jedes Jahr unter einem anderen Thema ein und fördert die Entwicklung von designorientierten Veranstaltungen, Aktivitäten, Workshops, Wettbewerben und Ausstellungen.

### World Design Impact Prize
Der World Design Impact Prize (WDIP) wurde 2011 ins Leben gerufen, um durch Industriedesign motivierte Projekte zu würdigen und auszuzeichnen, die Design und/oder Design Thinking nutzen, um einen positiven Einfluss auf die soziale, wirtschaftliche, kulturelle und/oder ökologische Lebensqualität zu bewirken. Nach einem öffentlichen Einreichungs- und Nominierungsverfahren wählt ein multidisziplinäres Expertengremium eine Auswahlliste für den Preis aus, über die dann die WDO-Mitgliedsorganisationen abstimmen.

### World Design Circles
Das Corporate Circles-Programm der WDO ist eine Informations- und Networking-Plattform für professionelle Designer.

### Interdesign/World Design Challenge
Das 1971 ins Leben gerufene Interdesign-Programm der WDO richtet internationale Workshops für Designer aus, um lokale Probleme von globaler Bedeutung zu bearbeiten.
Im Jahr 2020 hat die WDO eine virtuelle Variante des Interdesign-Programms gestartet. Bei diesen sogenannten World Design Challenges handelt es sich um zweiwöchige, virtuelle Workshops, bei denen internationale Designer und Fachleute zusammenkommen, um sich mit einem bestimmten Problem oder Thema auseinanderzusetzen.

## World Design Assembly
Seit 1959 treffen sich die WDO-Mitglieder alle zwei Jahre zur Generalversammlung, auf der sie die operative Ausrichtung der Organisation bestimmen, ihre Führung wählen und übergreifende branchenbezogene Themen diskutieren.
Die World Design Assembly ist eine dreitägige Veranstaltung, die auch ein Forschungs- und Bildungsforum sowie eine internationale Designkonferenz umfasst. Die 33. WDO World Design Assembly fand im Oktober 2023 in Tokyo, Japan, statt. Die 34. WDO World Assembly findet im September 2025 in London statt.

## WDO Foundation
Die WDO Foundation wurde von der WDO als Unterorganisation gegründet.
- um Designstudenten und -fachleute durch die Finanzierung von Bildungsprogrammen, Zuschüssen und Stipendien zu fördern.
- um Stakeholdern aus der Zivilgesellschaft, der Industrie, Regierungs- und Nichtregierungsorganisationen Unterstützung durch die Designgemeinschaft anzubieten
- um designbezogene Bildungsvorhaben und Gemeinschaftsprojekte zur Verbesserung des Wellbeing von Gemeinschaften zu erforschen.